# Stapar
Pour les articles homonymes, voir Stapar (homonymie).
Stapar (en serbe cyrillique : Стапар) est une localité de Serbie située dans la province autonome de Voïvodine et sur le territoire de la ville de Sombor, district de Bačka occidentale. Au recensement de 2011, elle comptait 3 278 habitants.
Stapar est officiellement classé parmi les villages de Serbie.

## Histoire
Stapar a été fondé en 1752, par des colons venus de Bokčenovići et Vranješevo, rejoints plus tard par des habitants de Prigrevica. Les villages de Bokčenovići et de Vranješevo étaient autrefois situés près d'Apatin, mais ils n'existent plus aujourd'hui. La première colonisation de la région de la Bačka par des populations germaniques commença en 1748. Les habitants de Bokčenovići et de Vranješevo, sous le commandement de Tanasko Lazić, qui avait participé à la guerre de Succession d'Autriche commencèrent à attaquer des navires hongrois sur le Danube, avec l'intention de les piller. Ces navires transportaient également des colons allemands, qui, pour certains d'entre eux, furent tués pendant le pillage. Pour cette raison, les habitants de ces deux villages furent appelés « les pirates du Danube ». Sur l'ordre de l'impératrice Marie-Thérèse, ils furent chassés de leurs villages et installés dans l'actuel Stapar.

## Démographie

### Évolution historique de la population
| 1948  | 1953  | 1961  | 1971  | 1981  | 1991  | 2002  | 2011  |
| ----- | ----- | ----- | ----- | ----- | ----- | ----- | ----- |
| 4 811 | 4 925 | 4 582 | 4 242 | 3 988 | 3 795 | 3 720 | 3 278 |

|  |

## Personnalité
Le poète et romancier Miroslav Josić Višnjić, né en 1946, est originaire du village.